# Brixx
I Brixx sono stati un gruppo musicale danese attivo nei primi anni '80 e formato da Jens Brixtofte, Torben Jacobsen, John Hatting, Steen Ejler Olsen e Bjørn Holmegård Sørensen.
Hanno rappresentato la Danimarca all'Eurovision Song Contest 1982 con il brano Video video.

## Carriera
Il gruppo, che prende il nome dal frontman Jens Brixtofte, è salito alla ribalta nel 1982 con la sua partecipazione al Dansk Melodi Grand Prix, il programma di selezione del rappresentante danese all'Eurovision Song Contest. Dopo aver vinto con il loro inedito Video video, hanno preso parte alla finale eurovisiva a Harrogate, dove si sono piazzati al 17º posto su 18 partecipanti con 5 punti totalizzati.

## Discografia

### Album in studio
- 1982 – Brixx

### Singoli
- 1982 – Video video
- 1982 – Skolen er forbi
- 1983 – Når du er min